# Stiege (Harz)
Stiege ist ein Ortsteil der Stadt Oberharz am Brocken im Landkreis Harz in Sachsen-Anhalt.

## Klima

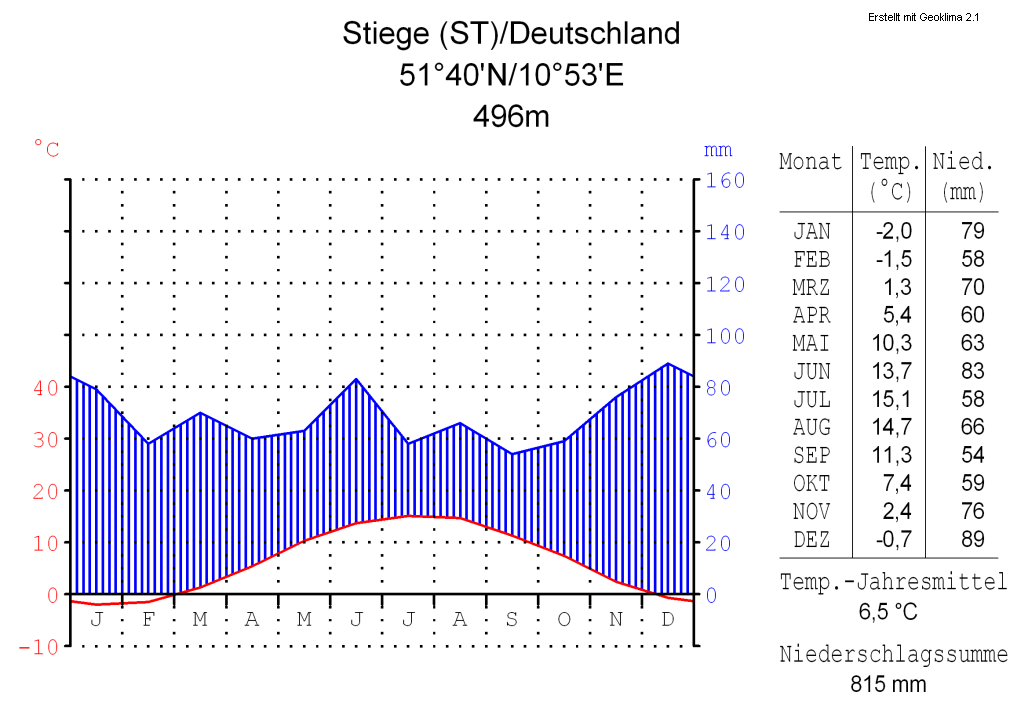
Klimadiagramm von Stiege

Die durchschnittliche Lufttemperatur in Stiege beträgt 6,5 °C, der jährliche Niederschlag 815 Millimeter.

## Geschichte
Die in dem Ort befindliche Burg wurde vermutlich als Jagdschloss und zum Schutz des in der Umgebung früher betriebenen Bergbaus von den Grafen von Blankenburg gebaut und wird 1329 erstmals urkundlich erwähnt. Südöstlich des Ortes liegt im Selketal die frühneuzeitliche Wüstung Selkenfelde.
Am 1. Januar 2010 schloss sich die Gemeinde Stiege mit den Gemeinden Sorge, Elend und Tanne sowie den Städten Elbingerode (Harz), Hasselfelde und Benneckenstein (Harz) zur Stadt Oberharz am Brocken zusammen.
Wie für jeden Stadtteil wurde auch für Stiege ein Ortschaftsrat unter Vorsitz eines Ortsbürgermeisters gebildet.
Der letzte Bürgermeister der Gemeinde Stiege war Rolf-Peter König.

## Wappen und Flagge
Das Wappen wurde am 23. Juli 2008 durch den Landkreis genehmigt.
Blasonierung: „Geteilt und halb gespalten, oben in Silber ein rotes Schloss mit zwei durch einen mit zwei schräg versetzten Fensteröffnungen sowie einer Turmspitze mit Turmkugel versehenen, spitzbedachten Rundturm verbundenen Flügeln, beide Flügel mit je zwei Schornsteinen und je einem Erker in Höhe der Dachtraufe, dabei der rechte Flügel mit mittig angesetztem Erker und zwei, der linke mit insgesamt zehn rechteckigen Fensteröffnungen und links außen angesetztem Erker, unten vorn in Grün ein silbernes Bergmannsgezähe, hinten in Gold über blauem Wellenschildfuß drei aus einem schwebenden grünen Balken wachsende Tannen, die mittlere höher als die äußeren.“
Die Farben der ehemaligen Gemeinde sind – ausgehend von der Tingierung des Wappens – Grün-Silber (Weiß).
Das Wappen wurde vom Magdeburger Kommunalheraldiker Jörg Mantzsch gestaltet.
Die Flagge ist grün – weiß – grün (1:4:1) gestreift (Querform: Streifen waagerecht verlaufend, Längsform: Streifen senkrecht verlaufend) und mittig mit dem Gemeindewappen belegt.

## Gedenkstätten
Sammelgrab auf dem Ortsfriedhof für 27 KZ-Häftlinge, die bei einem Todesmarsch aus dem KZ Dora-Mittelbau im April 1945 bei ihrer Flucht von NS-Funktionären ermordet wurden. In Stiege wurden am 9. April 1945 drei flüchtige sowjetische Kriegsgefangene aufgegriffen und von einem örtlichen Hilfspolizisten erschossen.

## Sehenswürdigkeiten
- Schloss Stiege, erbaut ab 919, später umgebaut und erweitert
- Kirche Zur Hilfe Gottes, kreuzförmiger Fachwerkbau mit Holzverkleidung und barockem Frontturm, erbaut von 1707 bis 1711[7]
- Stabkirche Stiege, 1905 für die Lungenheilstätte Albrechtshaus in Stabholzbauweise errichtet, 2021 nach Stiege versetzt
- Eiche mit einem Brusthöhenumfang von 6,65 m (2015).[8]

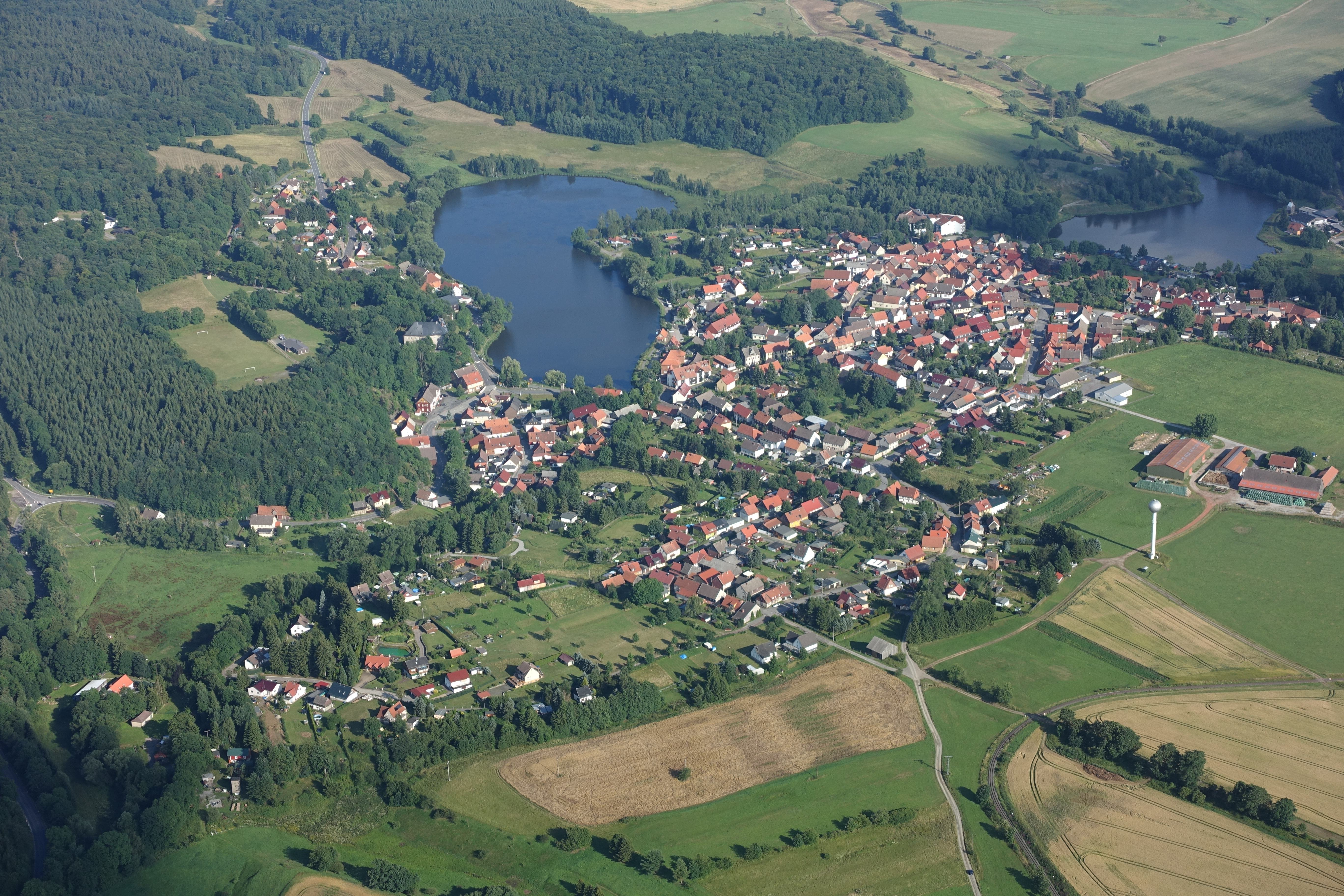
Luftaufnahme mit den beiden Teichen sowie Aquaglobus
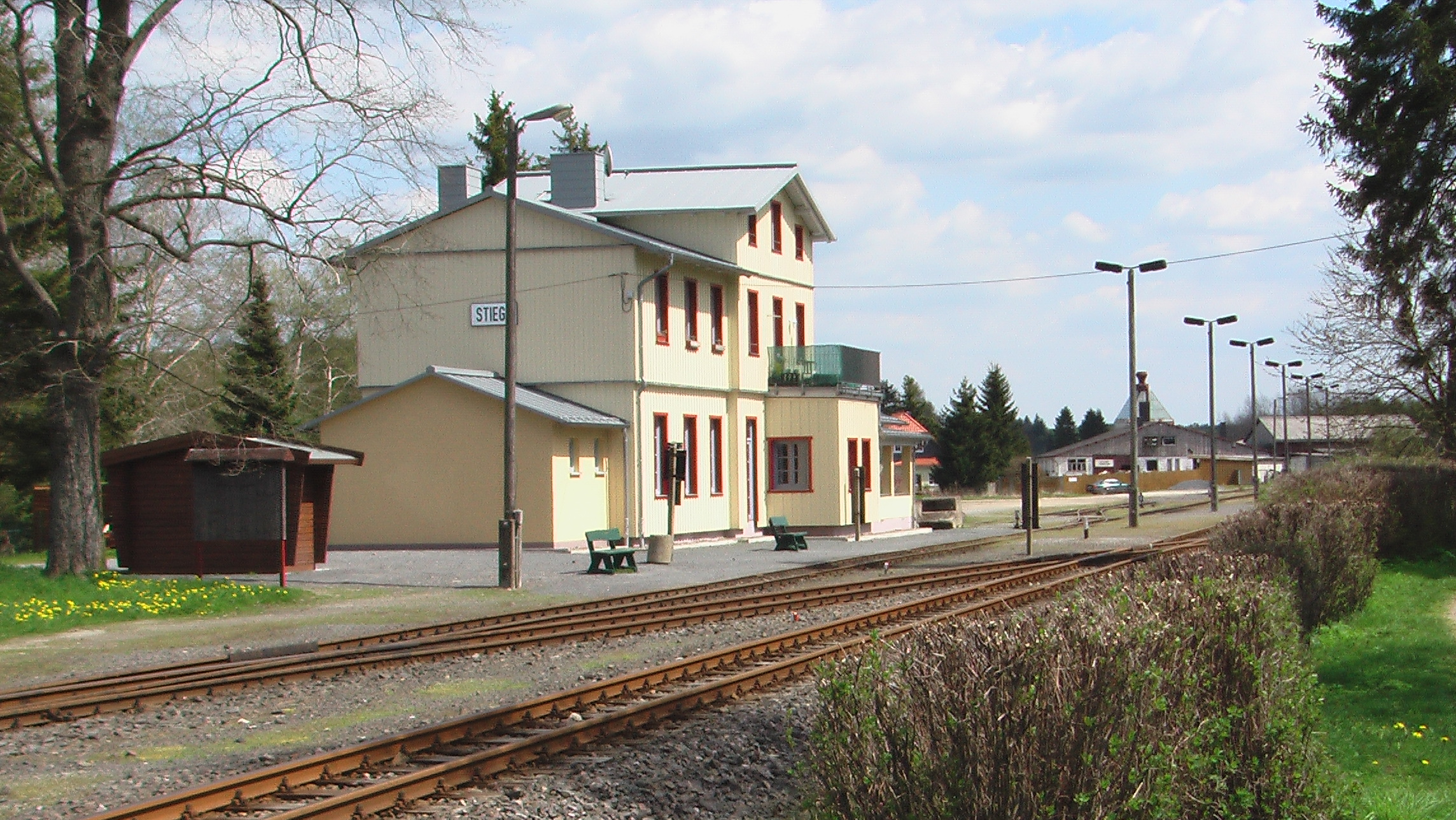
Bahnhof Stiege
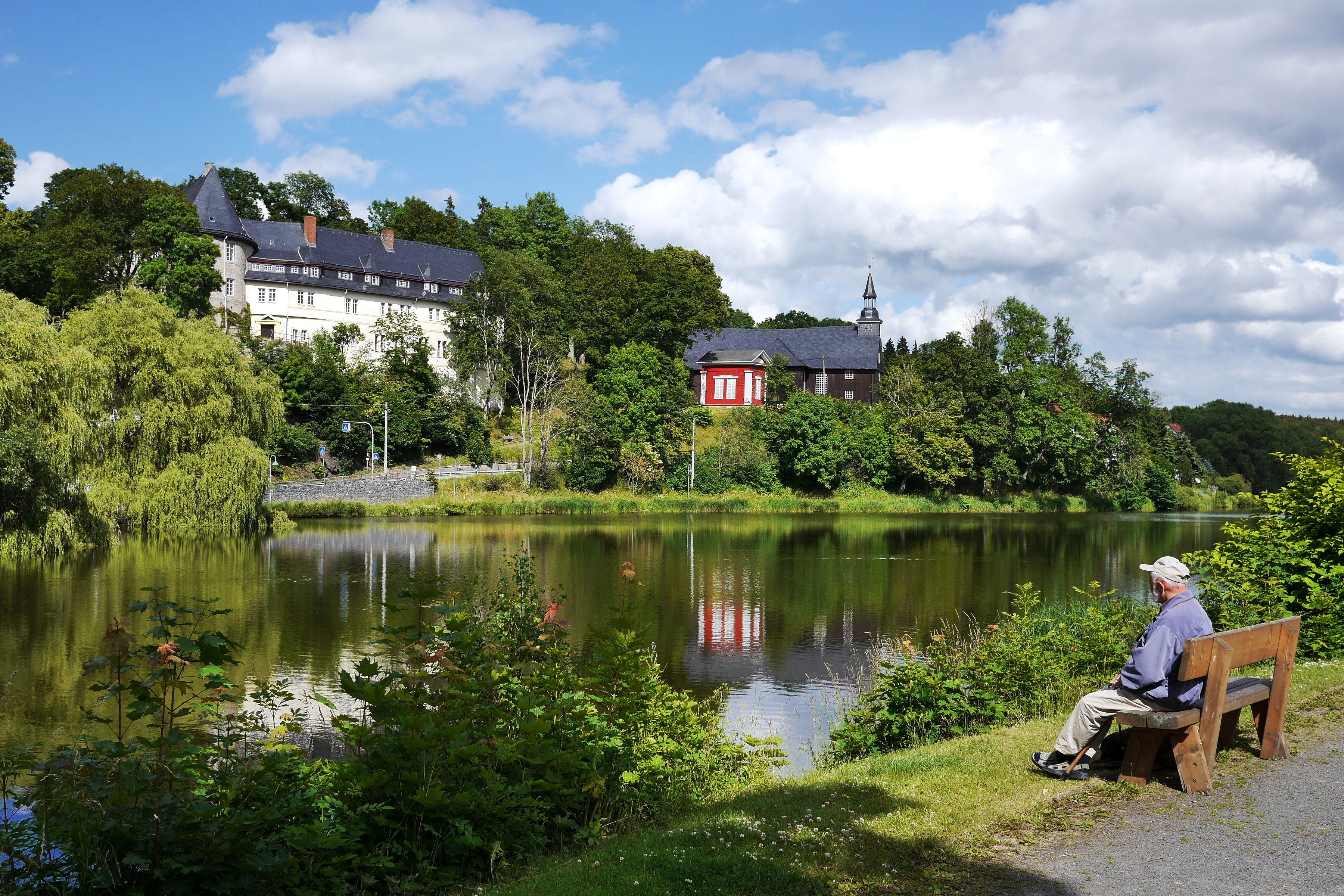
Schloss und Kirche von Stiege
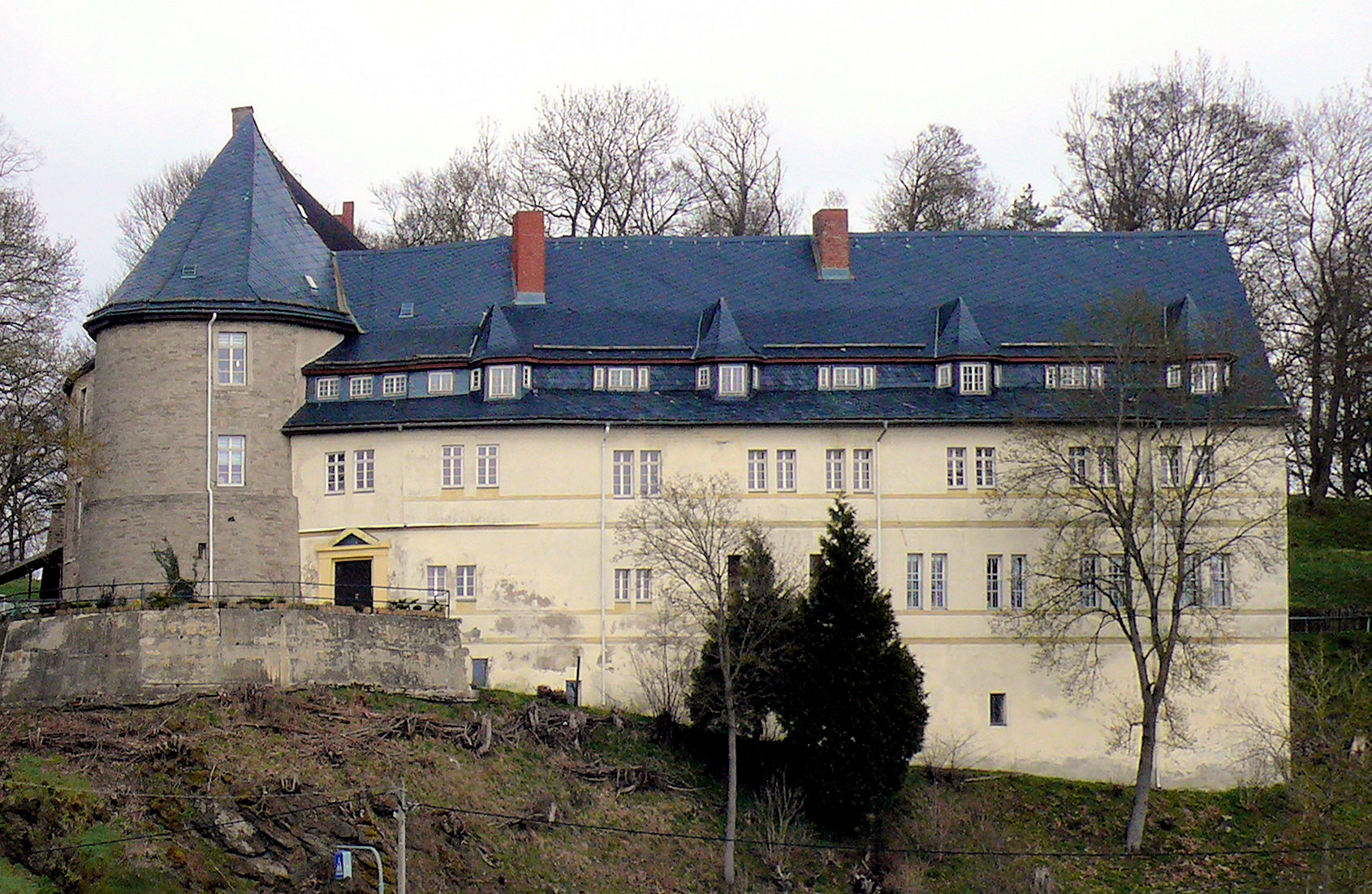
Schloss Stiege
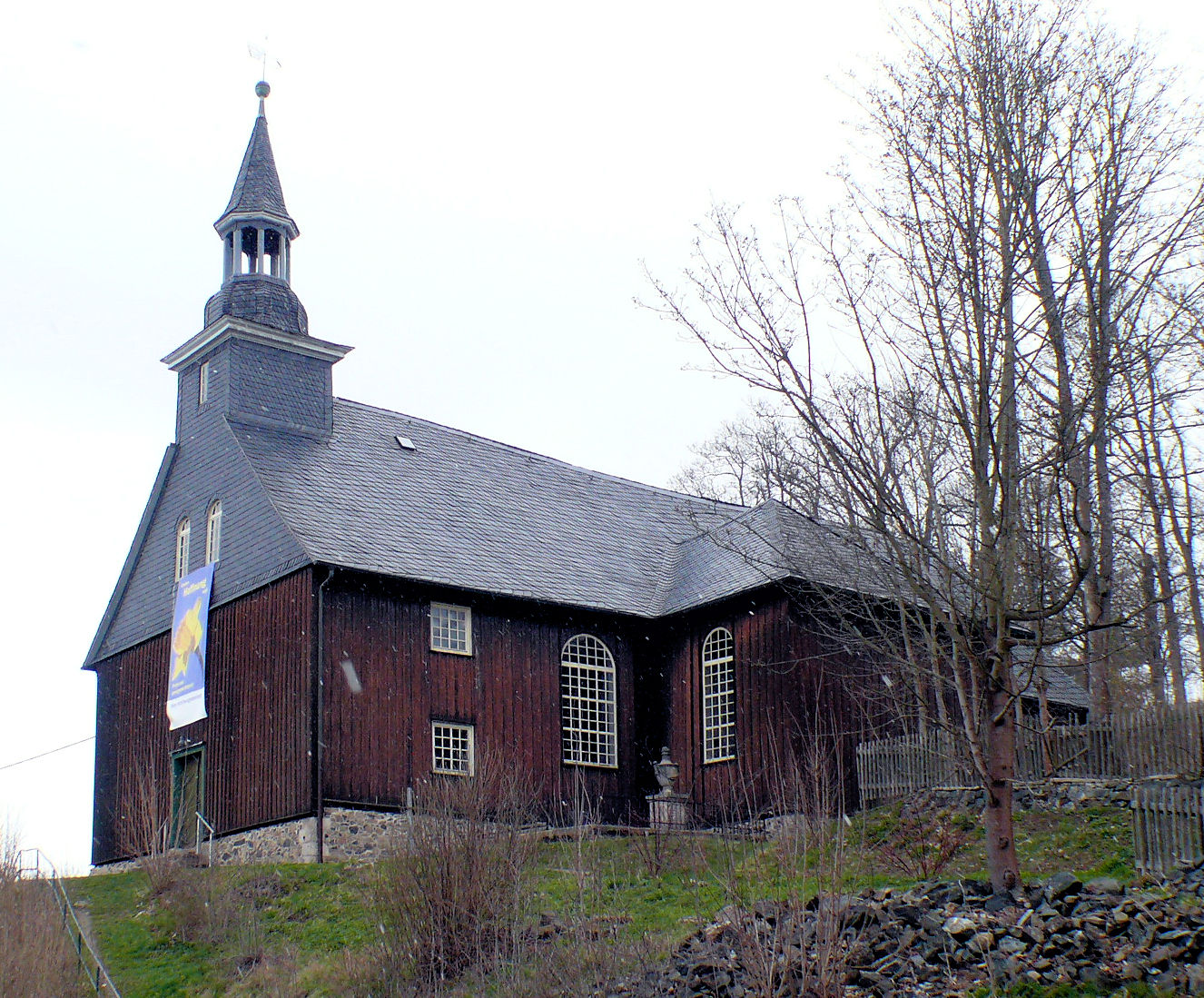
Kirche Zur Hife Gottes
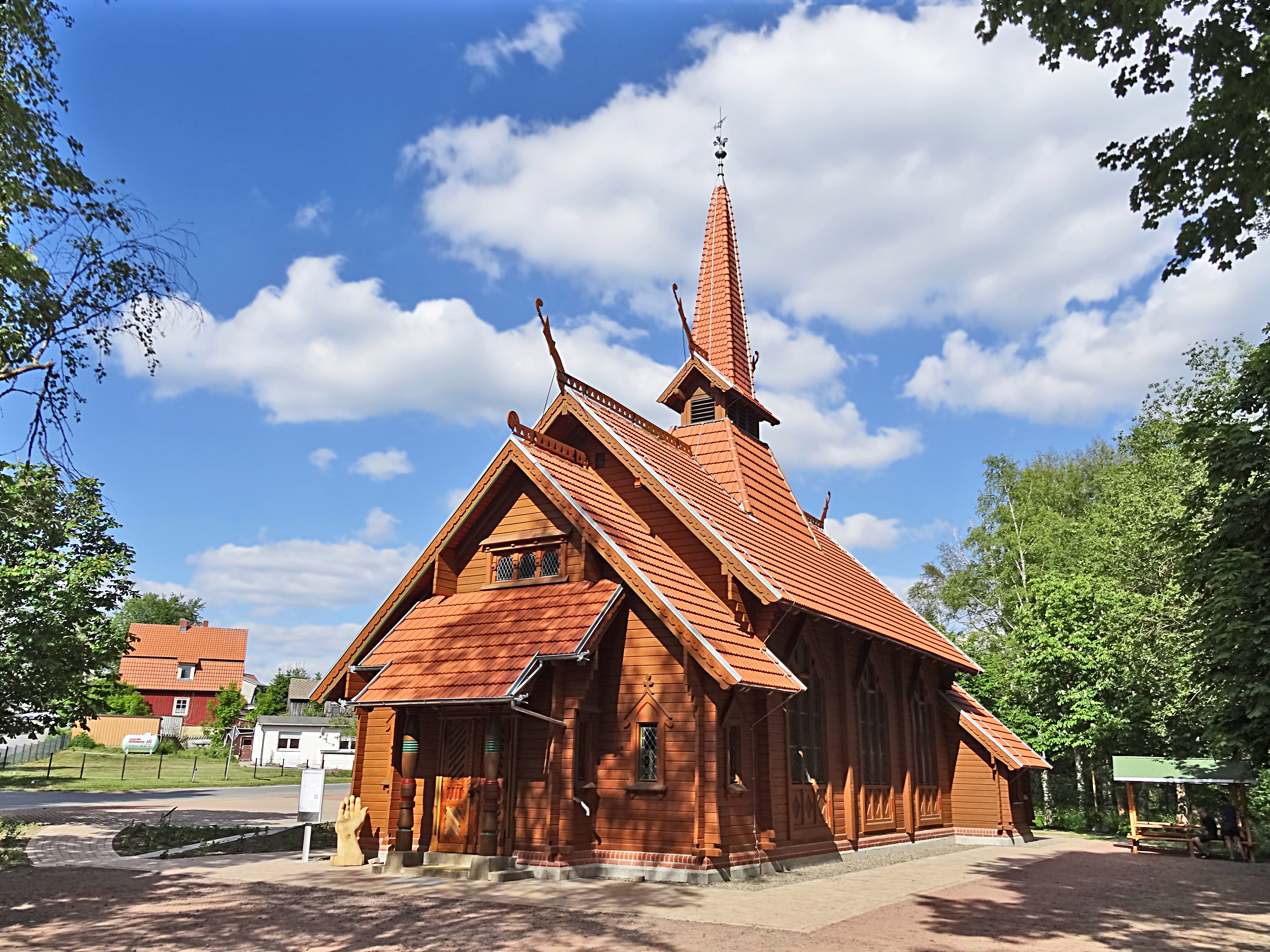
Stabkirche Stiege
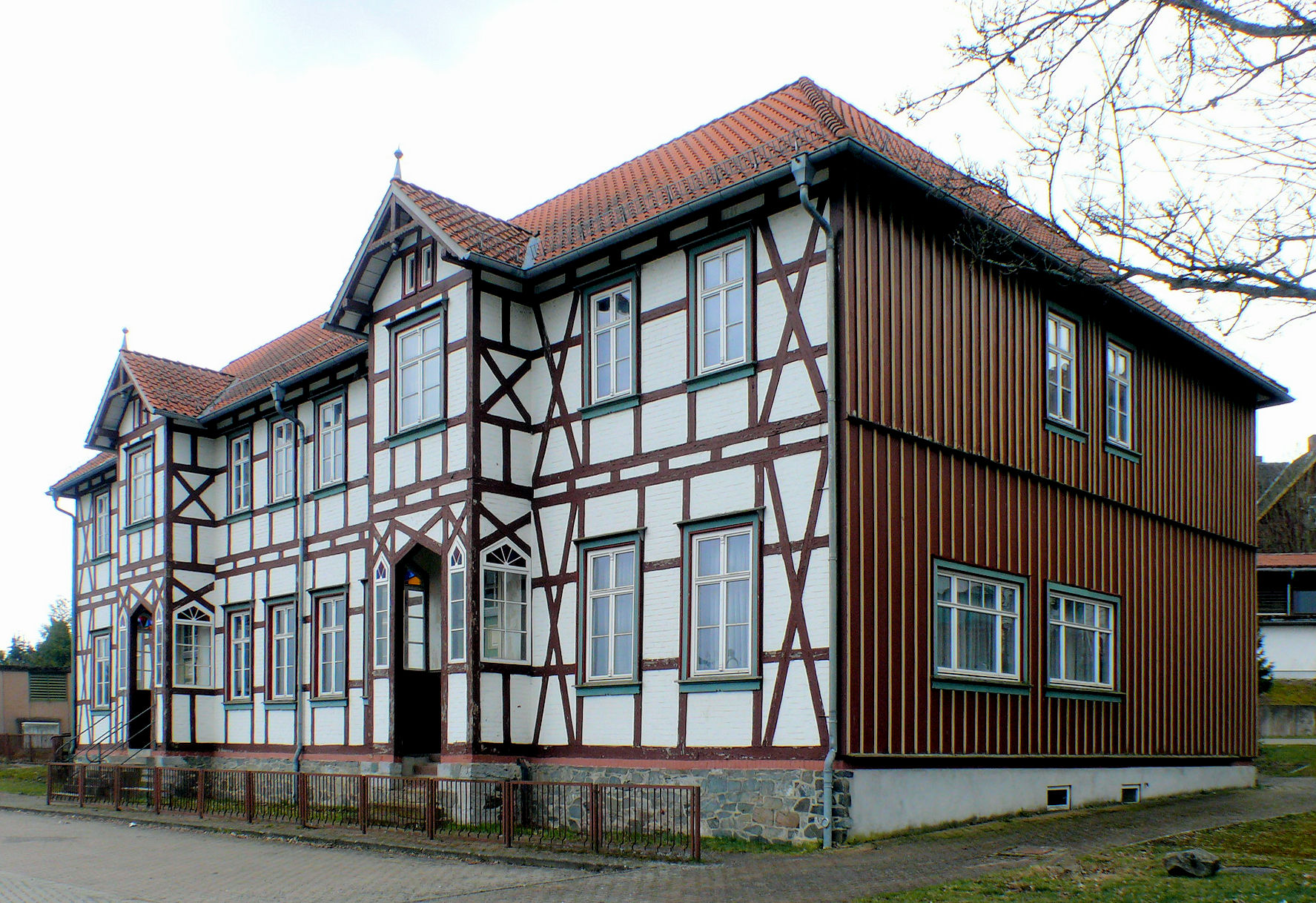
Schule in Stiege
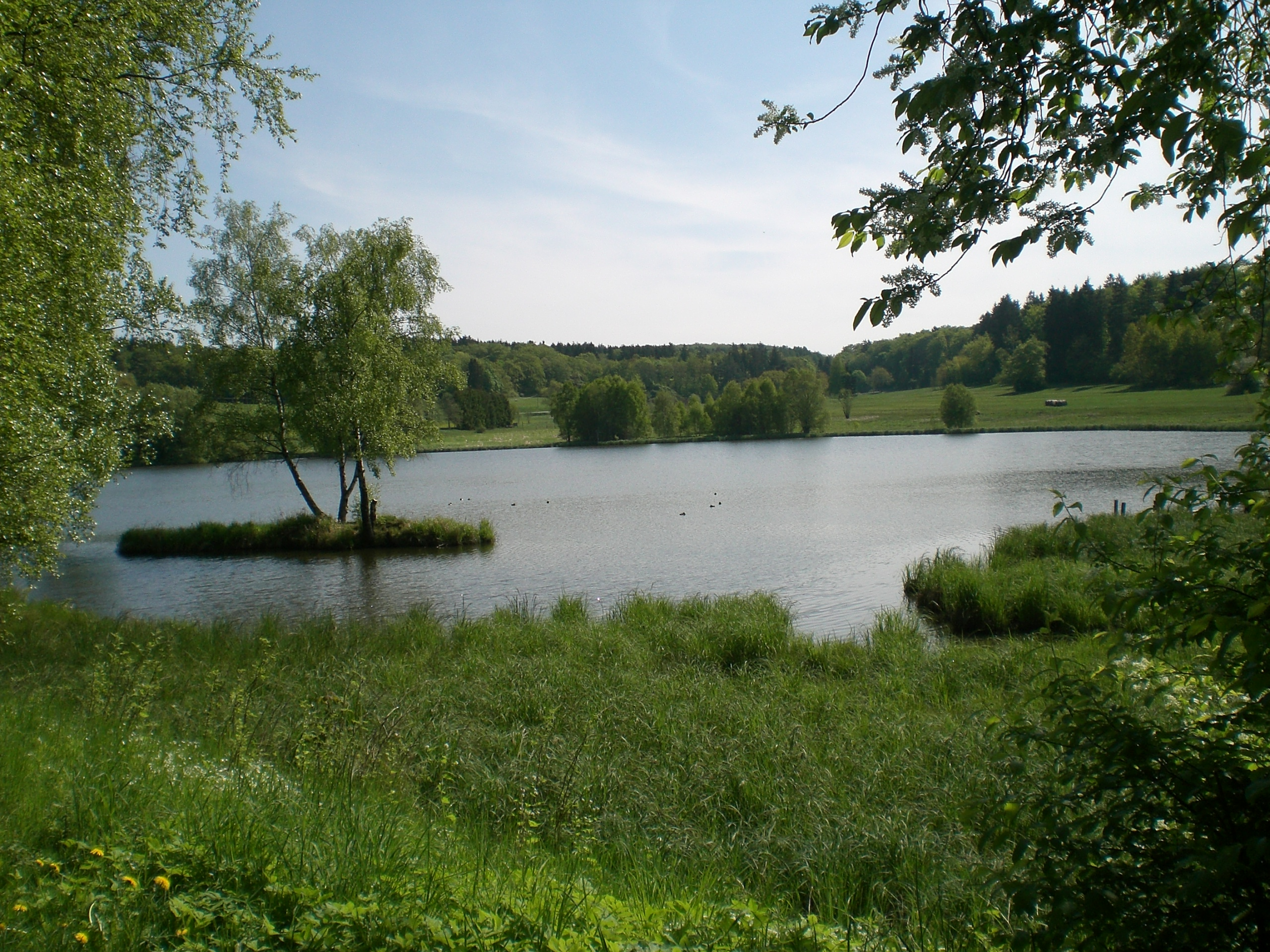
Unterer Teich in Stiege

## Verkehr
Der Bahnhof Stiege ist ein wichtiger Unterwegsbahnhof der in Quedlinburg beginnenden Selketalbahn, die sich hier nach Hasselfelde und Eisfelder Talmühle verzweigt und bei Eisenbahnfreunden durch die Wendeschleife im Bahnhofsbereich bekannt ist.
Mit Buslinien der Harzer Verkehrsbetriebe und der Verkehrsgesellschaft Südharz bestehen Verbindungen nach Wernigerode, Güntersberge und Stolberg.
Der Ort liegt an der Bundesstraße 242, die den Harz aus dem östlichen Harzvorland bei Hettstedt kommend in westlicher Richtung über Hasselfelde, Braunlage, Clausthal-Zellerfeld bis in die Nähe von Seesen überquert.

## Persönlichkeiten
- Georg Friedrich Wilhelm Alers (1811–1891), Forstsachverständiger und Schriftsteller, verfasste ein Fachbuch über den Calvörder Forst
- Theodor Hagemann (1761–1827), Direktor der Justizkanzlei in Celle
- Waldemar Rienäcker (1895–?), Unternehmer